# Nerts
Nerts ist ein schnelles Multiplayer-Kartenspiel mit mehreren Spielkartendecks (52er-Kartenspiel, auch Französisches Blatt genannt). Es wird oft als eine wettbewerbsorientierte Form von Patience oder Solitaire beschrieben.

## Name
Das Spiel wurde in den 1890er Jahren in England unter dem Namen Racing Demon erfunden und wird im Vereinigten Königreich immer noch so genannt. In den USA hieß es in den 1930er Jahren auch Pounce, unter dem es auch international bekannt ist, und später Nerts, der Name Racing Demon wird aber weiterhin verwendet. Das Spiel wird auch unter anderen Namen gespielt, darunter: Peanuts, Racing Canfield, Scramble, Squeal und Scrooge.

## Geschichte
Laut dem Kartenspielexperten David Parlett ist das Spiel Racing Demon englischen Ursprungs und wurde in den 1890er Jahren erfunden. In den 1920er und 1930er Jahren wird es unter dem Namen Racing Demon geführt und ab 1934 in amerikanischen Publikationen unter dem Namen Pounce beschrieben. 1927 veröffentlichte Robert Hülsemann eine Beschreibung des Spiels in deutscher Sprache unter dem Namen Rasender Teufel. Der amerikanische Blog National Nertz Association gibt an, dass ihm kein Erfinder oder ein genaues Datum für die Entstehung des Spiels bekannt ist, dass es aber seit mindestens den frühen 1940er Jahren existiert. Mittlerweile werden für Racing Demon eigene Karten hergestellt, die aus gewöhnlichen anglo-amerikanischen 52-Karten-Paketen mit verschiedenfarbigen Rückseiten bestehen.

## Spieler
Die Anzahl der Spieler oder Teams, die an einem Spiel teilnehmen können, ist im Wesentlichen durch die Anzahl der verfügbaren Kartenspiele begrenzt. Das Spiel funktioniert am besten mit 4 Spielern, man kann es aber auch mit 3 oder 5 Spielern spielen. Wenn mehr Spieler mitmachen möchten, können auch je zwei Spieler als Mannschaft antreten.

## Spielziel

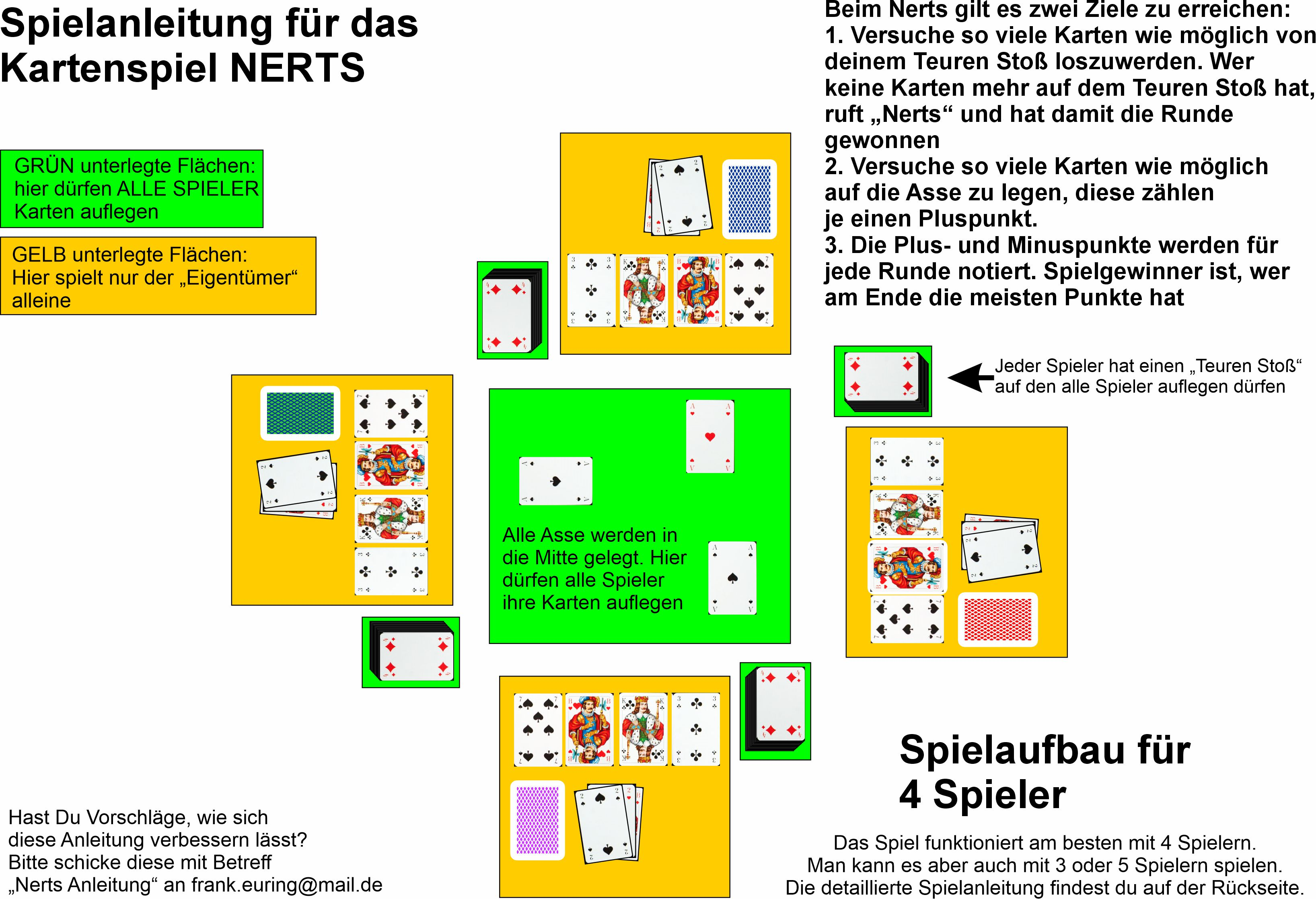
Spielanleitung für des Kartenspiel NERTS Teil 1

Beim Spiel wetteifern die Spieler oder Teams darum, die Karten aus ihrem „Teuren Stoß“  loszuwerden, indem sie diese in einem privaten Bereich („Tableau“) oder in die öffentlichen Bereiche (Asse und „Teurer Stoß“ von Mitspielern) ablegen. Jeder Spieler bzw. jedes Team verwendet während des gesamten Spiels einen eigenen Satz Spielkarten (mit 52 Karten). Die verwendeten Karten müssen unterscheidbare Rückseiten haben, um diese dem jeweiligen Spieler oder Team zuordnen zu können.

## Spielaufbau
Für jeden Spieler wird ein französisches Blatt mit 52 Karten benötigt. Jedes dieser Kartenblätter muss eine unterscheidbare Rückseite haben, damit man nach einer Spielrunde die Karten einem Spieler zuordnen und die Kartenblätter wieder voneinander trennen kann.
Anfangs legt jeder Spieler seinen Teuren Stoß aus, dazu werden 12 Karten mit der Rückseite nach oben (verdeckt) auf einen Stapel gelegt und eine 13. Karte wird mit dem Bild nach oben (offen) daraufgelegt. Dann legt jeder Spieler sein Tableau aus, dazu werden 4 Karten mit dem Bild nach oben (offen) nebeneinander gelegt. Die restlichen Karten werden als Handstapel mit der Rückseite nach oben (verdeckt) in die Hand genommen. Alle Asse werden in die Tischmitte gelegt. Entsprechend ist dort genug Platz für alle Asse freizuhalten. Deckt ein Spieler beim Spielaufbau auf seinem Teuren Stoß oder in seinem Tableau ein Ass auf, so wird dieses nach Spielbeginn in die Mitte des Tisches gelegt.

## Spielverlauf
Eine Partie Nerts wird in der Regel als eine Reihe von Runden gespielt. Um das Ende eines Spiels zu bestimmen, kann man vor Spielbeginn eine Anzahl von Spielrunden vereinbaren. Eine weitere Möglichkeit ist, dass man eine Punktzahl festlegt. Das Spiel ist dann beendet, wenn die Punkte eines Mitspielers diese Zahl erreichen oder überschreiten, oder wenn die Differenz zwischen der höchsten und niedrigsten Punktzahl der Spieler die vereinbarte Punktzahl erreicht oder überschreitet.
Eine Spielrunde beginnt damit, dass einer der Spieler zuerst „Los“ sagt. Dies kann jeder der Mitspieler sein.
Es gibt drei Ziele, die es zu erreichen gilt:
1. Wenn ein Spieler seinen Teuren Stoß vollständig ausgespielt und keine Karte mehr übrig hat, ruft er „Nerts“ und hat die Runde damit gewonnen.
2. Es gilt, möglichst viele Karten auf die Asse zu legen. 
3. Das Spiel hat gewonnen, wer nach der letzten Spielrunde am meisten Punkte erreicht hat.
Zwischen den Runden werden die Punkte gezählt, wobei jede Karte, die auf einem Ass liegt, einen Pluspunkt zählt, und jede verbliebene Karte auf einem Teuren Stoß zwei Minuspunkte. Die Punkte werden jeweils aufsummiert und notiert bzw. gleich addiert.
Danach werden die Karten sortiert und an die Spieler oder Teams zurückgegeben. Nachdem die Karten zurückgegeben wurden, werden die Kartenstapel gemischt und für die nächste Runde bereitgelegt. Manche Spielrunden geben die Karten nach dem Mischen reihum weiter.
Während einer Runde wechseln sich die Spieler nicht ab: Sie spielen gleichzeitig. Es gibt vier Bereiche, auf die man Karten ablegen kann:
- Die Asse in der Tischmitte,
- ein Teurer Stoß eines Mitspielers,
- das eigene Tableau.
- Die vom Handstapel abgenommenen Karten werden auf einen Ablagestapel gelegt.

### Spielzüge
Während des Spiels prüft man immer zuerst, ob man eine Karte vom Teuren Stoß oder aus seinem Tableau auf ein Ass oder den Teuren Stoß eines Mitspielers ablegen kann. Weiterhin kann man auch Karten vom Teuren Stoß in sein eigenes Tableau ablegen, was die Chance zum Gewinn der Spielrunde erhöht.
Wenn zu einem Zeitpunkt keiner dieser Spielzüge möglich ist, nimmt man jeweils drei Karten vom Handstapel ab und legt diese offen, also mit der Bildseite nach oben auf den eigenen Ablagestapel. Man kann auch die jeweils oberste Karte vom Ablagestapel auf ein Ass oder den Teuren Stoß eines Mitspielers legen. Ebenfalls kann man eine Karte vom Ablagestapel in sein Tableau ablegen; das wird man aber nur tun, wenn man dadurch eine Karte vom Teuren Stoß in das Tableau ablegen kann.
Vom Teuren Stoß, vom Tableau und vom Ablagestapel kann man nur die jeweils ganz oben liegende Karte bzw. die zuletzt abgelegte Karte ausspielen.

### Teurer Stoß
Am wichtigsten ist es, Karten aus dem Teuren Stoß abzulegen, da man so die Chance erhöht, eine Runde zu gewinnen. Die oberste Karte des Teuren Stoßes liegt offen aus (Bild nach oben). Auf diese können die Mitspieler Karten der gleichen Familie (Karo, Herz, Pik oder Kreuz) sowohl in aufsteigender als auch in absteigender Folge auflegen. 

### Asse
Auf die Asse kann man Karten der gleichen Kartenfamilie (Karo, Herz, Pik oder Kreuz) in aufsteigender Folge ablegen. Die Asse stehen beim Nerts tief, die Kartenfolge ist dementsprechend Ass → 2 → 3 → 4 → 5 → 6 → 7 → 8 → 9 → 10 → Bube → Dame → König.

### Tableau
Im Tableau kann man rote Karten (Karo, Herz) und schwarze Karten (Pik, Kreuz) in absteigender Folge anlegen. Die Kartenfamilien werden im Tableau nicht berücksichtigt. Dies entspricht auch der Handhabe des Tableaus beim Spiel Solitär. Asse werden nicht im Tableau abgelegt, sondern werden sofort nach dem Aufdecken in die Tischmitte gelegt. Das Tableau sollte man nutzen, um Karten vom Teuren Stoß abzulegen. Das kann durch ein Anlegen von Rot an Schwarz (absteigend) erfolgen. Man sollte in jedem Fall eine Chance nutzen, im Tableau eine Freistelle zu erreichen, da man auf diese jede beliebige Karte vom Teuren Stoß ablegen kann.

### Weitere Spielregeln
Das Spiel kann sehr lebhaft werden. Wenn zwei Spieler gleichzeitig versuchen, eine Karte abzulegen, darf jene Karte liegenbleiben, die die darunter liegende Zielkarte als Erste berührt. Als weitere Regel hat sich eingebürgert, dass jeder Spieler nur mit einer Hand Karten ablegen darf. In der anderen Hand hält er den Handstapel, der während einer Spielrunde nicht aus der Hand gelegt werden darf. 

### Punkte zählen
Nachdem ein Spieler alle Karten von seinem Teuren Stoß abgelegt hat, ruft er „Nerts“, womit die Spielrunde beendet ist. Legt ein Spieler in diesem Moment noch eine Karte ab, so darf diese liegenbleiben, wenn sie bereits die darunter liegende Zielkarte berührt hat.
Dann legt jeder Spieler den Handstapel ab und wartet das Auszählen ab. Als Erstes nimmt man die Karten aus der Tischmitte und sortiert diese anhand der Rückseiten. Diese zählen jeweils einen Punkt für den jeweiligen Mitspieler. Dann nimmt jeder Spieler (außer dem Rundengewinner) seinen Teuren Stoß und zählt diese Karten. Jede Karte aus dem Teuren Stoß zählt für den jeweiligen Spieler zwei Minuspunkte. Die Plus- und Minuspunkte jedes Spielers werden addiert und die sich ergebende Punktzahl notiert und ggf. auch gleich mit den Ergebnissen der vorangehenden Spielrunden aufsummiert.
Der Gewinn einer Spielrunde wird in der Regel nicht mit Punkten bewertet, denn der Rundengewinner hat keinen Teuren Stoß mehr und wird bei der Auszählung ohnehin in jedem Fall Pluspunkte erzielen.